# Battaglia di Edgehill
La battaglia di Edgehill ebbe luogo il 23 ottobre 1642 presso Edgehill, nella regione inglese del Warwickshire e fu parte delle battaglie combattute durante la guerra civile inglese. L'esercito parlamentare si scontrò con l'esercito del re, comandato da Carlo I in persona e dal principe Rupert, figlio dell'elettore Federico V.
L'esercito reale e parlamentare, non ancora riformato secondo il new model army, erano composti principalmente con moschettieri al centro (1 colpo ogni 30 secondi) e picchieri posti a difesa contro la cavalleria. Oliver Cromwell non partecipò allo scontro perché non arrivò in tempo insieme alle sue truppe. In quell'occasione Oliver Cromwell indicò la cavalleria parlamentare come mal preparata e disorganizzata e in effetti essa andò in rotta non appena la cavalleria realista iniziò la carica. L'artiglieria di piccolo calibro posta al centro aveva più un valore aggiunto sul morale delle truppe alleate e di sconforto su quelle nemiche.
Inoltre l'artiglieria realista era in posizione elevata ma si trovò a sparare verso un terreno morbido che ne arrestava la forza di impatto dei colpi. L'artiglieria parlamentare sparando su un terreno più compatto pur non avendo questo problema non riuscì a creare un varco decisivo nelle file nemiche. Inoltre la cavalleria realista una volta vinto lo scontro con le ali della cavalleria parlamentare continuò la corsa per attaccare le salmerie e l'accampamento nemico abbandonando il campo di battaglia lasciando soli i 10000 fanti realisti contro i 7000-8000 fanti parlamentari. La motivazione dei fanti parlamentari era alta e nonostante la diserzione di alcuni di loro grazie a un reggimento di riserva composto di picchieri riuscirono a bloccare l'attacco realista supportati dai moschettieri e dall'artiglieria.
La situazione di stallo tra le fanterie si ruppe quando i cavalieri di riserva parlamentari si raggrupparono lanciandosi in carica contro i realisti al centro dello schieramento. Parte del centro realista andò in rotta ma il resto della fanteria rimase disciplinata e compatta continuando lo scontro. In seguito parte della cavalleria realista tornò indietro sul campo di battaglia ma oramai i cavalli stanchi ed esausti non riuscirono a rappresentare un valore aggiunto. Visto l'arrivo della cavalleria realista il comandante parlamentare ordinò un progressivo disimpegno delle forze dal campo di battaglia. Con il passare del tempo esausti e stanchi e con il calar della notte le truppe si allontanarono concludendo il tutto con più di un migliaio di morti per parte e un nulla di fatto.